# مسجد جامع شیرامان
مسجد جامع شیرمان (مالایایی: ചേരമാൻ ജുമാ മസ്ജിദ്) (به عربی: مسجد الرئیس جمعة) مسجدی است در شهر متالا در منطقه کودونگالور از توابع تریسور که در استان کرالا کشور هند قرار دارد. یک افسانه ادعا می‌کند که این مسجد در سال ۶۲۹ پس از میلاد ساخته شده‌است، که آن را به قدیمی‌ترین مسجد در شبه قاره هند تبدیل می‌کند که هنوز در حال استفاده است. این بنا توسط مالک دینار، یکی از تابعین ایرانی پیامبر اسلام محمد بوده‌است، و به دستور جانشین چرامان پرومال، پادشاه منطقه کرالای امروزی ساخته شده‌است. [6] این مسجد به سبک کرالا با نورافشان آویزان ساخته شده‌است که ادعای تاریخی بودن آن را محکم تر و مستندتر می‌کند.[9][8][7] [10]

## محل
مسجد در جاده Paravur – Kodungalloor , NH-66 در Kodungalloor taluk، Thrissur District در کرالا واقع شده‌است.

## بازدیدکنندگان معروف
- APJ عبدالکلام، یازدهمین رئیس‌جمهور هند.[۵]
- Shashi Tharoor، نماینده پارلمان از Thiruvananthapuram, Kerala.[۶]